# 河田聡
河田 聡（かわた さとし、1951年〈昭和26年〉10月1日 - ）は日本の応用物理学者。大阪大学名誉教授、理化学研究所名誉研究員。専門はナノフォトニクス。「ナノフォトン株式会社」会長兼社長。

## 略歴
大阪府池田市生まれ。祖父と父も阪大卒。自宅は大阪府池田市内でキャンパスの近くという家庭で育つ。
1970年（昭和45年）大阪教育大学附属高等学校池田校舎卒業。1974年、大阪大学工学部応用物理学科卒業。阪大大学院に進み鈴木達郎に師事。1979年、博士課程修了（工学博士）。米国カリフォルニア大学アーバイン校博士研究員。
南茂夫に師事し阪大助手、助教授を経て、1993年（平成5年）教授に（工学部・工学研究科・生命機能研究科・情報科学研究科を兼務）。2013年から特別教授。2017年から名誉教授。

## 人物
研究者になったのは、家庭にサラリーマンがおらず、会社勤めのイメージが湧かなかったことが一因である。
光（フォトン）とナノ構造の相互作用の研究である「ナノフォトニクス」の研究者で、2002年から理化学研究所の主任研究員を兼務。2010年ナノフォトニクス研究室チームリーダー。
日本分光学会元会長で、日本学術振興会学術システム研究センター専門研究員のほか、学術雑誌「Optics Communications」の編集者、アメリカ光学会(OSA)や英国物理学会(IOP)、国際光工学会(SPIE)のフェローなど。
2003年、レーザー・ラマン顕微鏡の製造会社「ナノフォトン株式会社」を創業。2016年、阪大の関係者による研究教育機関「セレンディップ研究所」を立ち上げ主任研究員も務める。

## 受賞
- 第30回櫻井健二郎氏記念賞（2015年[3]）
- 第8回江崎玲於奈賞（2011年)
- 中小企業庁長官賞（2006年）
- 文部科学大臣・科学技術賞表彰（2005年)
- 島津製作所「島津賞」（2003年）
- 大阪駅北地区（うめきた）国際コンセプトコンペ優秀賞（チーム8）「創と奏の水都（みなと）～浪速の万華鏡ルネッサンス」（2003年）
- 新技術開発財団の市村学術賞（1998年[4]）
- ダビンチ優秀賞 (フランス・LVMH財団) 芸術のための科学賞（1997年）
- 日本IBM科学賞 (エレクトロニクス部門、1996年）
- 紫綬褒章（2007年）受章[5]
- 文化功労者（2024年）[6]

## 主な著書
- 『超解像の光学（日本分光学会測定法シリーズ）』（学会出版センター、1999年）
- 『論文・プレゼンの科学　読ませる論文・卒論、聴かせるプレゼン、優れたアイディア、伝わる英語の公式』（アドスリー、2016年）

### 共著
- 『科学計測のための画像データ処理　パソコンEWS活用による画像計測&処理技術』（南茂夫との共著、CQ出版、1994年）
- 『科学計測のためのデータ処理入門　科学技術分野における計測の基礎技術』（南茂夫との共著、CQ出版、2001年）